# Luxilus
Luxilus és un gènere de peixos de la família dels ciprínids i de l'ordre dels cipriniformes.

## Taxonomia
- Luxilus albeolus (Jordan, 1889)
- Luxilus cardinalis (Mayden, 1988)
- Luxilus cerasinus (Cope, 1868)
- Luxilus chrysocephalus (Rafinesque, 1820)
- Luxilus coccogenis (Cope, 1868)
- Luxilus cornutus (Mitchill, 1817)
- Luxilus pilsbryi (Fowler, 1904)
- Luxilus zonatus (Putnam, 1863)
- Luxilus zonistius (Jordan, 1880)[2][3][4][5][6]